# 요화 배정자 2
요화 배정자 2는 1973년 공개된 대한민국의 영화이다.

## 배역
- 신성일
- 남궁원
- 윤정희

## 같이 보기
- 일제강점기